# Централна Меса
Централна Меса (на испански: Mesa Central) е плато в централната част на Мексико, в централната част на Мексиканската планинска земя, разположено между планините Западна Сиера Мадре на запад, Източна Сиера Мадре на изток, платото северна Меса на север и Трансмексиканския вулканичен пояс (Напречна Вулканична Сиера) на юг. В релефа доминират базалтовите плата и вулканичните конуси. Преобладаващите височини са между 2000 и 2500 m, а максималната – 3440 m. Климатът е планински тропичен. Средните месечни температури са между 10°С и 17°С, а годишната сума на валежите – от 250 mm/m² на северозапад до 500 – 900 mm/m² на изток. Големи реки няма. Има многочислени езера, възникнали при вулканичните изригвания и преграждането на коритата на някои от временните реки. Котловините са заети с езерни наслаги, богати на грунтови води, използвани за водоснабдяване и напояване. По склоновете на околните планини са се съхранили редки борово-елови гори, а районите над 2900 m са заети от субалпийски пасища.